# Christian Pineau
Christian Pineau (ur. 14 października 1904 w Chaumont, zm. 5 kwietnia 1995 w Paryżu) – francuski polityk, minister spraw zagranicznych.

## Życiorys
W lutym 1955 był desygnowany na premiera IV Republiki Francuskiej, ale nie zdołał utworzyć rządu. Od lutego 1956 do kwietnia 1958 był ministrem spraw zagranicznych w rządach: Molleta, Bourgèsa-Maunourego i Gaillarda.